# Valdemarårbogen
Valdemarårbogen (latin: Annales Waldemariani) er en årbog, der omhandler årene 1130-1219. Flere af delene er formentligt skrevet omkring 1180 i kancelliet. Den har navn efter Valdemar Sejr, om hvem en stor del af annalen omhandler.
En kopi af annalen er inkluderet i Kong Valdemars Jordebog, og Lundeårbogen, Rydårbogen og Sorøårbogen bygger alle i mindre grad på Valdemarårbogen.